# Lil Twist
Lil Twist, de son vrai nom Christopher Lynn Moore, né le 11 janvier 1993 à Dallas au Texas, est un rappeur américain. Il est actuellement membre au label Young Money Entertainment. Lil Twist, en plus de son petit frère Lil Za, un autre rappeur, est mieux connu pour son association à Justin Bieber,,,,.

## Biographie

### Enfance
Lil Twist est originaire de Dallas au Texas. Il abandonne le lycée après un an d'études. Il fait de la musique depuis l'âge de sept ans[réf. nécessaire]. Il publie son premier single, The Texas Twist, à l'âge de dix ans et acquiert une célébrité locale en classant le titre à la première place pendant six semaines consécutives dans la ville de Dallas. À 12 ans, Lil Twist participe à un concert de Lil Wayne à Tyler, au Texas. Impressionnés, Lil Wayne et son manager le font venir à Atlanta pour voir comment il se débrouille en studio,.

### Carrière
Bien qu'il ne signera officiellement avec le label Young Money Entertainment qu'en 2010, Lil Twist passe les trois années suivants sa rencontre avec Lil Wayne en tournée avec d'autres artistes du label ou bien chez Cortez Bryant, le manager de Wayne avec son ami Lil Za. La même année, il fait une apparition au cinéma dans Lottery Ticket aux côtés d'Ice Cube et Bow Wow, et dans le clip de Baby de Justin Bieber. Après avoir sorti différentes mixtapes et plusieurs singles, Lil Twist annonce en 2013 son premier album intitulé Bad Decisions.

## Problèmes judiciaires
Le 11 juillet 2013, Lil Twist est arrêté pour conduite en état d’ébriété à Calabasas en Californie. Il conduisait alors la Fisker Karma de son ami Justin Bieber et roulait au-dessus de la limite de vitesse autorisée.

## Discographie

### Mixtapes
- 2009 : The Year Book[15]
- 2009 : Class President[16]
- 2010 : The Takeover[17]
- 2011 : The Golden Child[18]
- 2012 : 3 Weeks in Miami (avec Khalil)[19]

### Singles
- 2010 : Little Secret (feat. Bow Wow)
- 2011 : Love Affair (feat. Lil Wayne)
- 2011 : New Money (feat. Mishon)
- 2011 : Turn't Up (feat. Busta Rhymes)
- 2013 : UFO (feat. Juicy J)

### Collaborations
- 2010 : What Is It (avec Shun Hendrix)
- 2011 : Hey Lil Mama (avec Khalil)
- 2011 : My Girl (Remix) (avec Mindless Behavior, Tyga et Ciara)
- 2011 : Say I Love You (Please Don't Go) (avec Tyler Medeiros)
- 2013 : Bad Girl (avec Trevante)
- 2013 : Go (avec Chrystian)
- 2013 : Kamikaze (avec Brittany Smooch)
- 2013 : Twerk (avec Miley Cyrus et Justin Bieber)

### Compilations
- 2009 : We Are Young Money[20]
- 2014 : Young Money: Rise of an Empire[21]

## Filmographie
- 2010 : Lottery Ticket